# Paul F. Schenck

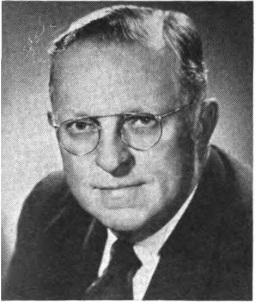
Paul F. Schenck (1955)

Paul Fornshell Schenck (* 19. April 1899 in Miamisburg, Ohio; † 30. November 1968 in Dayton, Ohio) war ein US-amerikanischer Politiker. Zwischen 1951 und 1965 vertrat er den Bundesstaat Ohio im US-Repräsentantenhaus.

## Werdegang
Im Jahr 1908 kam Paul Schenck mit seiner Familie nach Dayton. Er besuchte bis 1917 die Steele High School, an der er zwischen 1917 und 1919 als Lehrer unterrichtete. Von 1919 bis 1923 arbeitete er als Kfz-Mechaniker. Danach unterrichtete er bis 1929 dieses Fach an der Roosevelt High School in Dayton. An dieser Schule leitete er auch die Leichtathletikabteilung. Zwischen 1929 und 1935 stand er dem Dezernat für Freizeit und Erholung der Stadt Dayton als Director of Recreation vor. Seit 1935 war Schenck in der Immobilienbranche und im Versicherungsgeschäft tätig. Von 1941 bis 1950 war er Mitglied und sieben Jahre lang Vorsitzender des Bildungsausschusses seiner Heimatstadt. Zwischen 1946 und 1947 fungierte er auch als stellvertretender Leiter des dortigen Sicherheitsausschusses. Er war in den Jahren 1947 bis 1949 zusätzlich Vorsitzender des Immobilienausschusses von Dayton.
Politisch war Schenck Mitglied der Republikanischen Partei.  Nach dem Rücktritt des Abgeordneten Edward G. Breen wurde er bei der fälligen Nachwahl für den dritten Sitz von Ohio als dessen Nachfolger in das US-Repräsentantenhaus in Washington, D.C. gewählt, wo er am 6. November 1951 sein neues Mandat antrat. Nach sechs Wiederwahlen konnte er bis zum 3. Januar 1965 im Kongress verbleiben. In seine Zeit im Kongress fielen der Koreakrieg und innenpolitisch die Bürgerrechtsbewegung. Außerdem begann damals der Vietnamkrieg. Schenck war Mitglied im Ausschuss für Binnen- und Außenhandel. Im Jahr 1964 wurde er nicht wiedergewählt. Er starb am 30. November 1968 in Dayton, wo er auch beigesetzt wurde.